# Adicella similis
Adicella similis är en nattsländeart som beskrevs av Georg Ulmer 1932. Adicella similis ingår i släktet Adicella och familjen långhornssländor. Inga underarter finns listade i Catalogue of Life.